# Charged GBH
I Charged G.B.H. (detti anche G.B.H.) sono un gruppo hardcore punk britannico, formatosi nel 1979 a Birmingham.

## Storia del gruppo
I G.B.H. furono formati da Colin 'Col' Abrahall (voce), Colin 'Jock' Blyth (chitarra), Sean McCarthy (basso) e Andrew Williams (batteria) nel 1979 e presto si esibirono in vari show sia in Gran Bretagna che negli Stati Uniti. Nel loro primo lavoro, City Baby Attacked by Rats, pubblicato nel 1982, vengono affrontati temi inerenti alla società contemporanea, quali nichilismo, religione e violenza, cosa che rende la band molto apprezzata nella scena Hardcore punk di quegli anni.
Nel corso degli anni i G.B.H. pur sperimentando sonorità derivanti dalla musica heavy metal, come si può notare nell'album Church of the Truly Warped (1992), sono sempre rimasti legati al punk nella sua forma più pura, a differenza di altre band del periodo.
Attualmente la band è molto attiva in esibizioni live in Gran Bretagna, ma anche nel resto dell'Europa, negli Stati Uniti e in Giappone. Da poco hanno firmato un contratto con la Hellcat Records, la casa discografica di proprietà di Tim Armstrong, con la quale hanno pubblicato il nuovo album di studio Perfume and Piss nel 2010.

## Curiosità sul nome del gruppo
La band inizialmente scelse come nome la sola sigla G.B.H., che nel sistema giuridico inglese sta per Grievous Bodily Harm (Gravi Lesioni Personali), ma in quel periodo c'era a Londra una band Hard rock con lo stesso nome, così venne aggiunto alla sigla l'aggettivo Charged, letteralmente accusato. Negli anni successivi però la formazione di Birmingham non sentì più parlare dell'altra band e l'aggettivo Charged fu tolto dal nome, come venne annunciato nel corso di un concerto, nel 1983, con gli Inner City Unit.

## Formazione

### Formazione attuale
- Colin Abrahall - voce
- Colin (Jock) Blyth - chitarra
- Ross Lomas - basso
- Scott Preece - batteria

### Ex bassisti
- Sean McCarthy

### Ex batteristi
- Andrew Williams
- Joseph Montero
- Kai Reder

## Discografia

### Album in studio
- 1982 - City Baby Attacked by Rats
- 1984 - City Baby's Revenge
- 1986 - Midnight Madness and Beyond
- 1987 - No Need to Panic
- 1989 - A Fridge Too Far
- 1990 - From Here to Reality
- 1992 - Church of the Truly Warped
- 1996 - Punk Junkies
- 2002 - Ha Ha
- 2010 - Perfume and Piss
- 2017 - Momentum

### Singoli ed EP
- 1981 - Leather, Bristles, Studs & Acne 12"
- 1982 - No Survivors 7"
- 1982 - Sick Boy 7"
- 1982 - Give Me Fire/Man Trap 7"
- 1983 - Catch 23/Hellhole 7"
- 1984 - Do What You Do 7" e 12"
- 1986 - Oh No, It's GBH Again 12"
- 1988 - Wot a Bargain 12"
- 1999 - Punk As F*ck CDs
- 2001 - Punk Rock Ambulance CDs
- 2004 - Cruel & Unusual CDs

### Album live
- 1989 - No Survivors
- 1993 - Live in Japan

### Raccolte
- 1982 - Leather, Bristles, No Survivors and Sick Boys...
- 1990 - The Clay Years - 1981 to 84
- 1990 - Diplomatic Immunity
- 1992 - The Clay Recordings '81-'84
- 1995 - The Clay Punk Singles Collection